# Neoseiulus cavagnaroi
Neoseiulus cavagnaroi är en spindeldjursart som först beskrevs av Schuster 1966.  Neoseiulus cavagnaroi ingår i släktet Neoseiulus och familjen Phytoseiidae. Inga underarter finns listade i Catalogue of Life.